# Lista di asteroidi (151001-152000)
Di seguito una lista di asteroidi dal numero 151001 al 152000 con data di scoperta e scopritore.

## 151001-151100
| Nome     | Designazione provvisoria | Data di scoperta | Scopritore |
| -------- | ------------------------ | ---------------- | ---------- |
| 151001 - | 2001 UQ39                | 17 ottobre 2001  | LINEAR     |
| 151002 - | 2001 UF57                | 17 ottobre 2001  | LINEAR     |
| 151003 - | 2001 UZ58                | 17 ottobre 2001  | LINEAR     |
| 151004 - | 2001 UA59                | 17 ottobre 2001  | LINEAR     |
| 151005 - | 2001 UL68                | 20 ottobre 2001  | LINEAR     |
| 151006 - | 2001 UB72                | 17 ottobre 2001  | NEAT       |
| 151007 - | 2001 UJ73                | 17 ottobre 2001  | LINEAR     |
| 151008 - | 2001 UR80                | 20 ottobre 2001  | LINEAR     |
| 151009 - | 2001 UD81                | 20 ottobre 2001  | LINEAR     |
| 151010 - | 2001 UT81                | 20 ottobre 2001  | LINEAR     |
| 151011 - | 2001 UK83                | 20 ottobre 2001  | LINEAR     |
| 151012 - | 2001 US92                | 18 ottobre 2001  | NEAT       |
| 151013 - | 2001 UE101               | 20 ottobre 2001  | LINEAR     |
| 151014 - | 2001 UB113               | 21 ottobre 2001  | LINEAR     |
| 151015 - | 2001 UC113               | 21 ottobre 2001  | LINEAR     |
| 151016 - | 2001 UO113               | 22 ottobre 2001  | LINEAR     |
| 151017 - | 2001 UC114               | 22 ottobre 2001  | LINEAR     |
| 151018 - | 2001 UV116               | 22 ottobre 2001  | LINEAR     |
| 151019 - | 2001 UF119               | 22 ottobre 2001  | LINEAR     |
| 151020 - | 2001 UU120               | 22 ottobre 2001  | LINEAR     |
| 151021 - | 2001 UU123               | 22 ottobre 2001  | NEAT       |
| 151022 - | 2001 UH126               | 23 ottobre 2001  | NEAT       |
| 151023 - | 2001 UT126               | 17 ottobre 2001  | LINEAR     |
| 151024 - | 2001 UV126               | 17 ottobre 2001  | LINEAR     |
| 151025 - | 2001 UD144               | 23 ottobre 2001  | LINEAR     |
| 151026 - | 2001 UD145               | 23 ottobre 2001  | LINEAR     |
| 151027 - | 2001 UA146               | 23 ottobre 2001  | LINEAR     |
| 151028 - | 2001 UM146               | 23 ottobre 2001  | LINEAR     |
| 151029 - | 2001 UT154               | 23 ottobre 2001  | LINEAR     |
| 151030 - | 2001 UC156               | 23 ottobre 2001  | LINEAR     |
| 151031 - | 2001 UG167               | 19 ottobre 2001  | LINEAR     |
| 151032 - | 2001 UM169               | 19 ottobre 2001  | LINEAR     |
| 151033 - | 2001 UJ170               | 21 ottobre 2001  | LINEAR     |
| 151034 - | 2001 UX173               | 18 ottobre 2001  | NEAT       |
| 151035 - | 2001 UQ179               | 26 ottobre 2001  | NEAT       |
| 151036 - | 2001 UE182               | 16 ottobre 2001  | NEAT       |
| 151037 - | 2001 UZ182               | 16 ottobre 2001  | LINEAR     |
| 151038 - | 2001 UL191               | 18 ottobre 2001  | NEAT       |
| 151039 - | 2001 UW198               | 19 ottobre 2001  | NEAT       |
| 151040 - | 2001 UT201               | 19 ottobre 2001  | NEAT       |
| 151041 - | 2001 UX201               | 19 ottobre 2001  | NEAT       |
| 151042 - | 2001 UR205               | 19 ottobre 2001  | NEAT       |
| 151043 - | 2001 UU205               | 19 ottobre 2001  | NEAT       |
| 151044 - | 2001 UX205               | 19 ottobre 2001  | NEAT       |
| 151045 - | 2001 UL216               | 24 ottobre 2001  | LINEAR     |
| 151046 - | 2001 UX219               | 18 ottobre 2001  | Spacewatch |
| 151047 - | 2001 UB220               | 19 ottobre 2001  | LINEAR     |
| 151048 - | 2001 UO220               | 21 ottobre 2001  | LINEAR     |
| 151049 - | 2001 UK221               | 23 ottobre 2001  | LINEAR     |
| 151050 - | 2001 UW222               | 24 ottobre 2001  | Spacewatch |
| 151051 - | 2001 UC225               | 25 ottobre 2001  | LINEAR     |
| 151052 - | 2001 VN1                 | 9 novembre 2001  | NEAT       |
| 151053 - | 2001 VS6                 | 9 novembre 2001  | LINEAR     |
| 151054 - | 2001 VW6                 | 9 novembre 2001  | LINEAR     |
| 151055 - | 2001 VV11                | 10 novembre 2001 | LINEAR     |
| 151056 - | 2001 VO13                | 10 novembre 2001 | LINEAR     |
| 151057 - | 2001 VO14                | 10 novembre 2001 | LINEAR     |
| 151058 - | 2001 VP14                | 10 novembre 2001 | LINEAR     |
| 151059 - | 2001 VF18                | 9 novembre 2001  | LINEAR     |
| 151060 - | 2001 VA19                | 9 novembre 2001  | LINEAR     |
| 151061 - | 2001 VQ19                | 9 novembre 2001  | LINEAR     |
| 151062 - | 2001 VP28                | 9 novembre 2001  | LINEAR     |
| 151063 - | 2001 VH29                | 9 novembre 2001  | LINEAR     |
| 151064 - | 2001 VP29                | 9 novembre 2001  | LINEAR     |
| 151065 - | 2001 VV29                | 9 novembre 2001  | LINEAR     |
| 151066 - | 2001 VP31                | 9 novembre 2001  | LINEAR     |
| 151067 - | 2001 VP35                | 9 novembre 2001  | LINEAR     |
| 151068 - | 2001 VJ36                | 9 novembre 2001  | LINEAR     |
| 151069 - | 2001 VL37                | 9 novembre 2001  | LINEAR     |
| 151070 - | 2001 VU49                | 10 novembre 2001 | LINEAR     |
| 151071 - | 2001 VY49                | 10 novembre 2001 | LINEAR     |
| 151072 - | 2001 VE50                | 10 novembre 2001 | LINEAR     |
| 151073 - | 2001 VF50                | 10 novembre 2001 | LINEAR     |
| 151074 - | 2001 VV57                | 10 novembre 2001 | LINEAR     |
| 151075 - | 2001 VD60                | 10 novembre 2001 | LINEAR     |
| 151076 - | 2001 VD61                | 10 novembre 2001 | LINEAR     |
| 151077 - | 2001 VC63                | 10 novembre 2001 | LINEAR     |
| 151078 - | 2001 VD64                | 10 novembre 2001 | LINEAR     |
| 151079 - | 2001 VP64                | 10 novembre 2001 | LINEAR     |
| 151080 - | 2001 VD65                | 10 novembre 2001 | LINEAR     |
| 151081 - | 2001 VA74                | 11 novembre 2001 | LINEAR     |
| 151082 - | 2001 VK74                | 12 novembre 2001 | LINEAR     |
| 151083 - | 2001 VM79                | 9 novembre 2001  | NEAT       |
| 151084 - | 2001 VG81                | 12 novembre 2001 | NEAT       |
| 151085 - | 2001 VK83                | 10 novembre 2001 | LINEAR     |
| 151086 - | 2001 VE84                | 11 novembre 2001 | LINEAR     |
| 151087 - | 2001 VH84                | 12 novembre 2001 | LINEAR     |
| 151088 - | 2001 VG91                | 15 novembre 2001 | LINEAR     |
| 151089 - | 2001 VB92                | 15 novembre 2001 | LINEAR     |
| 151090 - | 2001 VU94                | 15 novembre 2001 | LINEAR     |
| 151091 - | 2001 VF95                | 15 novembre 2001 | LINEAR     |
| 151092 - | 2001 VZ97                | 15 novembre 2001 | LINEAR     |
| 151093 - | 2001 VE99                | 15 novembre 2001 | LINEAR     |
| 151094 - | 2001 VX100               | 12 novembre 2001 | LINEAR     |
| 151095 - | 2001 VA103               | 12 novembre 2001 | LINEAR     |
| 151096 - | 2001 VS103               | 12 novembre 2001 | LINEAR     |
| 151097 - | 2001 VN108               | 12 novembre 2001 | LINEAR     |
| 151098 - | 2001 VH109               | 12 novembre 2001 | LINEAR     |
| 151099 - | 2001 VX113               | 12 novembre 2001 | LINEAR     |
| 151100 - | 2001 VP116               | 12 novembre 2001 | LINEAR     |

## 151101-151200
| Nome     | Designazione provvisoria | Data di scoperta | Scopritore      |
| -------- | ------------------------ | ---------------- | --------------- |
| 151101 - | 2001 VN119               | 12 novembre 2001 | LINEAR          |
| 151102 - | 2001 VB124               | 10 novembre 2001 | NEAT            |
| 151103 - | 2001 VV132               | 13 novembre 2001 | NEAT            |
| 151104 - | 2001 WH6                 | 17 novembre 2001 | LINEAR          |
| 151105 - | 2001 WM9                 | 17 novembre 2001 | LINEAR          |
| 151106 - | 2001 WR12                | 17 novembre 2001 | LINEAR          |
| 151107 - | 2001 WW14                | 17 novembre 2001 | Spacewatch      |
| 151108 - | 2001 WK16                | 17 novembre 2001 | LINEAR          |
| 151109 - | 2001 WB23                | 27 novembre 2001 | LINEAR          |
| 151110 - | 2001 WZ28                | 17 novembre 2001 | LINEAR          |
| 151111 - | 2001 WX29                | 17 novembre 2001 | LINEAR          |
| 151112 - | 2001 WZ31                | 17 novembre 2001 | LINEAR          |
| 151113 - | 2001 WG32                | 17 novembre 2001 | LINEAR          |
| 151114 - | 2001 WS33                | 17 novembre 2001 | LINEAR          |
| 151115 - | 2001 WU33                | 17 novembre 2001 | LINEAR          |
| 151116 - | 2001 WW33                | 17 novembre 2001 | LINEAR          |
| 151117 - | 2001 WY33                | 17 novembre 2001 | LINEAR          |
| 151118 - | 2001 WZ47                | 19 novembre 2001 | LONEOS          |
| 151119 - | 2001 WD51                | 19 novembre 2001 | LINEAR          |
| 151120 - | 2001 WT52                | 19 novembre 2001 | LINEAR          |
| 151121 - | 2001 WT54                | 19 novembre 2001 | LINEAR          |
| 151122 - | 2001 WU56                | 19 novembre 2001 | LINEAR          |
| 151123 - | 2001 WY63                | 19 novembre 2001 | LINEAR          |
| 151124 - | 2001 WL94                | 20 novembre 2001 | LINEAR          |
| 151125 - | 2001 WF101               | 17 novembre 2001 | Spacewatch      |
| 151126 - | 2001 XD2                 | 8 dicembre 2001  | LINEAR          |
| 151127 - | 2001 XO2                 | 8 dicembre 2001  | LINEAR          |
| 151128 - | 2001 XK5                 | 5 dicembre 2001  | NEAT            |
| 151129 - | 2001 XO6                 | 8 dicembre 2001  | LINEAR          |
| 151130 - | 2001 XH12                | 9 dicembre 2001  | LINEAR          |
| 151131 - | 2001 XJ14                | 9 dicembre 2001  | LINEAR          |
| 151132 - | 2001 XP18                | 9 dicembre 2001  | LINEAR          |
| 151133 - | 2001 XA21                | 9 dicembre 2001  | LINEAR          |
| 151134 - | 2001 XT23                | 9 dicembre 2001  | LINEAR          |
| 151135 - | 2001 XH33                | 10 dicembre 2001 | Spacewatch      |
| 151136 - | 2001 XZ34                | 9 dicembre 2001  | LINEAR          |
| 151137 - | 2001 XH37                | 9 dicembre 2001  | LINEAR          |
| 151138 - | 2001 XL40                | 9 dicembre 2001  | LINEAR          |
| 151139 - | 2001 XJ41                | 9 dicembre 2001  | LINEAR          |
| 151140 - | 2001 XX41                | 9 dicembre 2001  | LINEAR          |
| 151141 - | 2001 XG43                | 9 dicembre 2001  | LINEAR          |
| 151142 - | 2001 XP43                | 9 dicembre 2001  | LINEAR          |
| 151143 - | 2001 XQ47                | 9 dicembre 2001  | LINEAR          |
| 151144 - | 2001 XG48                | 10 dicembre 2001 | LINEAR          |
| 151145 - | 2001 XT49                | 10 dicembre 2001 | LINEAR          |
| 151146 - | 2001 XH53                | 10 dicembre 2001 | LINEAR          |
| 151147 - | 2001 XZ54                | 10 dicembre 2001 | LINEAR          |
| 151148 - | 2001 XP58                | 10 dicembre 2001 | LINEAR          |
| 151149 - | 2001 XK59                | 10 dicembre 2001 | LINEAR          |
| 151150 - | 2001 XM59                | 10 dicembre 2001 | LINEAR          |
| 151151 - | 2001 XS74                | 11 dicembre 2001 | LINEAR          |
| 151152 - | 2001 XC75                | 11 dicembre 2001 | LINEAR          |
| 151153 - | 2001 XJ78                | 11 dicembre 2001 | LINEAR          |
| 151154 - | 2001 XD89                | 10 dicembre 2001 | LINEAR          |
| 151155 - | 2001 XL92                | 10 dicembre 2001 | LINEAR          |
| 151156 - | 2001 XK102               | 11 dicembre 2001 | LINEAR          |
| 151157 - | 2001 XA105               | 14 dicembre 2001 | Spacewatch      |
| 151158 - | 2001 XD113               | 11 dicembre 2001 | LINEAR          |
| 151159 - | 2001 XR126               | 14 dicembre 2001 | LINEAR          |
| 151160 - | 2001 XJ130               | 14 dicembre 2001 | LINEAR          |
| 151161 - | 2001 XL130               | 14 dicembre 2001 | LINEAR          |
| 151162 - | 2001 XJ137               | 14 dicembre 2001 | LINEAR          |
| 151163 - | 2001 XU137               | 14 dicembre 2001 | LINEAR          |
| 151164 - | 2001 XR138               | 14 dicembre 2001 | LINEAR          |
| 151165 - | 2001 XB140               | 14 dicembre 2001 | LINEAR          |
| 151166 - | 2001 XD148               | 14 dicembre 2001 | LINEAR          |
| 151167 - | 2001 XP151               | 14 dicembre 2001 | LINEAR          |
| 151168 - | 2001 XC154               | 14 dicembre 2001 | LINEAR          |
| 151169 - | 2001 XP157               | 14 dicembre 2001 | LINEAR          |
| 151170 - | 2001 XR164               | 14 dicembre 2001 | LINEAR          |
| 151171 - | 2001 XU166               | 14 dicembre 2001 | LINEAR          |
| 151172 - | 2001 XW167               | 14 dicembre 2001 | LINEAR          |
| 151173 - | 2001 XS171               | 14 dicembre 2001 | LINEAR          |
| 151174 - | 2001 XT182               | 14 dicembre 2001 | LINEAR          |
| 151175 - | 2001 XP189               | 14 dicembre 2001 | LINEAR          |
| 151176 - | 2001 XM194               | 14 dicembre 2001 | LINEAR          |
| 151177 - | 2001 XV195               | 14 dicembre 2001 | LINEAR          |
| 151178 - | 2001 XJ200               | 15 dicembre 2001 | LINEAR          |
| 151179 - | 2001 XE206               | 11 dicembre 2001 | LINEAR          |
| 151180 - | 2001 XY207               | 11 dicembre 2001 | LINEAR          |
| 151181 - | 2001 XR209               | 11 dicembre 2001 | LINEAR          |
| 151182 - | 2001 XU211               | 11 dicembre 2001 | LINEAR          |
| 151183 - | 2001 XZ211               | 11 dicembre 2001 | LINEAR          |
| 151184 - | 2001 XW212               | 11 dicembre 2001 | LINEAR          |
| 151185 - | 2001 XH214               | 11 dicembre 2001 | LINEAR          |
| 151186 - | 2001 XP216               | 14 dicembre 2001 | LINEAR          |
| 151187 - | 2001 XB217               | 14 dicembre 2001 | LINEAR          |
| 151188 - | 2001 XK217               | 14 dicembre 2001 | LINEAR          |
| 151189 - | 2001 XH218               | 15 dicembre 2001 | LINEAR          |
| 151190 - | 2001 XT219               | 15 dicembre 2001 | LINEAR          |
| 151191 - | 2001 XD220               | 15 dicembre 2001 | LINEAR          |
| 151192 - | 2001 XS221               | 15 dicembre 2001 | LINEAR          |
| 151193 - | 2001 XL222               | 15 dicembre 2001 | LINEAR          |
| 151194 - | 2001 XG230               | 15 dicembre 2001 | LINEAR          |
| 151195 - | 2001 XQ231               | 15 dicembre 2001 | LINEAR          |
| 151196 - | 2001 XB263               | 14 dicembre 2001 | Spacewatch      |
| 151197 - | 2001 YS                  | 18 dicembre 2001 | McClusky, J. V. |
| 151198 - | 2001 YS6                 | 17 dicembre 2001 | LINEAR          |
| 151199 - | 2001 YT14                | 17 dicembre 2001 | LINEAR          |
| 151200 - | 2001 YP15                | 17 dicembre 2001 | LINEAR          |

## 151201-151300
| Nome         | Designazione provvisoria | Data di scoperta | Scopritore                     |
| ------------ | ------------------------ | ---------------- | ------------------------------ |
| 151201 -     | 2001 YT18                | 17 dicembre 2001 | LINEAR                         |
| 151202 -     | 2001 YB23                | 18 dicembre 2001 | LINEAR                         |
| 151203 -     | 2001 YV26                | 18 dicembre 2001 | LINEAR                         |
| 151204 -     | 2001 YV29                | 18 dicembre 2001 | LINEAR                         |
| 151205 -     | 2001 YQ31                | 18 dicembre 2001 | LINEAR                         |
| 151206 -     | 2001 YY33                | 18 dicembre 2001 | LINEAR                         |
| 151207 -     | 2001 YS36                | 18 dicembre 2001 | LINEAR                         |
| 151208 -     | 2001 YK37                | 18 dicembre 2001 | LINEAR                         |
| 151209 -     | 2001 YP41                | 18 dicembre 2001 | LINEAR                         |
| 151210 -     | 2001 YK43                | 18 dicembre 2001 | LINEAR                         |
| 151211 -     | 2001 YX45                | 18 dicembre 2001 | LINEAR                         |
| 151212 -     | 2001 YD52                | 18 dicembre 2001 | LINEAR                         |
| 151213 -     | 2001 YQ52                | 18 dicembre 2001 | LINEAR                         |
| 151214 -     | 2001 YU52                | 18 dicembre 2001 | LINEAR                         |
| 151215 -     | 2001 YA53                | 18 dicembre 2001 | LINEAR                         |
| 151216 -     | 2001 YW57                | 18 dicembre 2001 | LINEAR                         |
| 151217 -     | 2001 YH61                | 18 dicembre 2001 | LINEAR                         |
| 151218 -     | 2001 YY65                | 18 dicembre 2001 | LINEAR                         |
| 151219 -     | 2001 YA66                | 18 dicembre 2001 | LINEAR                         |
| 151220 -     | 2001 YU68                | 18 dicembre 2001 | LINEAR                         |
| 151221 -     | 2001 YS76                | 18 dicembre 2001 | LINEAR                         |
| 151222 -     | 2001 YJ91                | 17 dicembre 2001 | NEAT                           |
| 151223 -     | 2001 YB96                | 18 dicembre 2001 | NEAT                           |
| 151224 -     | 2001 YL96                | 18 dicembre 2001 | NEAT                           |
| 151225 -     | 2001 YM99                | 17 dicembre 2001 | LINEAR                         |
| 151226 -     | 2001 YB102               | 17 dicembre 2001 | LINEAR                         |
| 151227 -     | 2001 YR103               | 17 dicembre 2001 | LINEAR                         |
| 151228 -     | 2001 YN106               | 17 dicembre 2001 | LINEAR                         |
| 151229 -     | 2001 YB109               | 18 dicembre 2001 | LINEAR                         |
| 151230 -     | 2001 YG114               | 18 dicembre 2001 | NEAT                           |
| 151231 -     | 2001 YT114               | 19 dicembre 2001 | NEAT                           |
| 151232 -     | 2001 YM116               | 18 dicembre 2001 | LINEAR                         |
| 151233 -     | 2001 YT122               | 17 dicembre 2001 | LINEAR                         |
| 151234 -     | 2001 YX122               | 17 dicembre 2001 | LINEAR                         |
| 151235 -     | 2001 YG124               | 17 dicembre 2001 | LINEAR                         |
| 151236 -     | 2001 YS128               | 17 dicembre 2001 | LINEAR                         |
| 151237 -     | 2001 YR145               | 17 dicembre 2001 | LINEAR                         |
| 151238 -     | 2001 YA153               | 19 dicembre 2001 | LONEOS                         |
| 151239 -     | 2001 YR155               | 20 dicembre 2001 | NEAT                           |
| 151240 -     | 2001 YL157               | 19 dicembre 2001 | LONEOS                         |
| 151241 -     | 2002 AE                  | 4 gennaio 2002   | Klet                           |
| 151242 Hajós | 2002 AH11                | 11 gennaio 2002  | Sárneczky, K., Heiner, Z.      |
| 151243 -     | 2002 AC20                | 5 gennaio 2002   | NEAT                           |
| 151244 -     | 2002 AU23                | 6 gennaio 2002   | NEAT                           |
| 151245 -     | 2002 AJ24                | 8 gennaio 2002   | NEAT                           |
| 151246 -     | 2002 AK24                | 8 gennaio 2002   | NEAT                           |
| 151247 -     | 2002 AX24                | 8 gennaio 2002   | NEAT                           |
| 151248 -     | 2002 AA26                | 8 gennaio 2002   | Spacewatch                     |
| 151249 -     | 2002 AX30                | 9 gennaio 2002   | LINEAR                         |
| 151250 -     | 2002 AN38                | 9 gennaio 2002   | LINEAR                         |
| 151251 -     | 2002 AE41                | 9 gennaio 2002   | LINEAR                         |
| 151252 -     | 2002 AJ47                | 9 gennaio 2002   | LINEAR                         |
| 151253 -     | 2002 AS51                | 9 gennaio 2002   | LINEAR                         |
| 151254 -     | 2002 AG55                | 9 gennaio 2002   | LINEAR                         |
| 151255 -     | 2002 AK55                | 9 gennaio 2002   | LINEAR                         |
| 151256 -     | 2002 AT57                | 9 gennaio 2002   | LINEAR                         |
| 151257 -     | 2002 AT59                | 9 gennaio 2002   | LINEAR                         |
| 151258 -     | 2002 AT65                | 12 gennaio 2002  | LINEAR                         |
| 151259 -     | 2002 AR69                | 8 gennaio 2002   | LINEAR                         |
| 151260 -     | 2002 AR79                | 8 gennaio 2002   | LINEAR                         |
| 151261 -     | 2002 AT84                | 9 gennaio 2002   | LINEAR                         |
| 151262 -     | 2002 AO88                | 9 gennaio 2002   | LINEAR                         |
| 151263 -     | 2002 AX95                | 8 gennaio 2002   | LINEAR                         |
| 151264 -     | 2002 AT101               | 8 gennaio 2002   | LINEAR                         |
| 151265 -     | 2002 AO114               | 9 gennaio 2002   | LINEAR                         |
| 151266 -     | 2002 AZ119               | 9 gennaio 2002   | LINEAR                         |
| 151267 -     | 2002 AY124               | 11 gennaio 2002  | LINEAR                         |
| 151268 -     | 2002 AJ133               | 8 gennaio 2002   | LINEAR                         |
| 151269 -     | 2002 AX138               | 9 gennaio 2002   | LINEAR                         |
| 151270 -     | 2002 AF140               | 13 gennaio 2002  | LINEAR                         |
| 151271 -     | 2002 AO146               | 13 gennaio 2002  | LINEAR                         |
| 151272 -     | 2002 AG147               | 14 gennaio 2002  | LINEAR                         |
| 151273 -     | 2002 AF149               | 14 gennaio 2002  | LINEAR                         |
| 151274 -     | 2002 AE159               | 13 gennaio 2002  | LINEAR                         |
| 151275 -     | 2002 AH181               | 5 gennaio 2002   | NEAT                           |
| 151276 -     | 2002 AD182               | 5 gennaio 2002   | NEAT                           |
| 151277 -     | 2002 AM182               | 5 gennaio 2002   | NEAT                           |
| 151278 -     | 2002 AK183               | 6 gennaio 2002   | LONEOS                         |
| 151279 -     | 2002 AY184               | 8 gennaio 2002   | NEAT                           |
| 151280 -     | 2002 AM188               | 10 gennaio 2002  | CINEOS                         |
| 151281 -     | 2002 AK193               | 12 gennaio 2002  | Spacewatch                     |
| 151282 -     | 2002 AV195               | 13 gennaio 2002  | Spacewatch                     |
| 151283 -     | 2002 AM202               | 13 gennaio 2002  | LINEAR                         |
| 151284 -     | 2002 AK203               | 7 gennaio 2002   | Spacewatch                     |
| 151285 -     | 2002 AQ208               | 5 gennaio 2002   | Spacewatch                     |
| 151286 -     | 2002 BJ14                | 19 gennaio 2002  | LINEAR                         |
| 151287 -     | 2002 BQ22                | 23 gennaio 2002  | LINEAR                         |
| 151288 -     | 2002 BV24                | 23 gennaio 2002  | LINEAR                         |
| 151289 -     | 2002 BW31                | 18 gennaio 2002  | NEAT                           |
| 151290 -     | 2002 CO7                 | 6 febbraio 2002  | Yeung, W. K. Y.                |
| 151291 -     | 2002 CV10                | 6 febbraio 2002  | LINEAR                         |
| 151292 -     | 2002 CD13                | 8 febbraio 2002  | Juels, C. W., Holvorcem, P. R. |
| 151293 -     | 2002 CN26                | 6 febbraio 2002  | LINEAR                         |
| 151294 -     | 2002 CV27                | 6 febbraio 2002  | LINEAR                         |
| 151295 -     | 2002 CY33                | 6 febbraio 2002  | LINEAR                         |
| 151296 -     | 2002 CQ46                | 12 febbraio 2002 | Durig, D. T.                   |
| 151297 -     | 2002 CE52                | 12 febbraio 2002 | Yeung, W. K. Y.                |
| 151298 -     | 2002 CD67                | 7 febbraio 2002  | LINEAR                         |
| 151299 -     | 2002 CV77                | 7 febbraio 2002  | LINEAR                         |
| 151300 -     | 2002 CL81                | 7 febbraio 2002  | LINEAR                         |

## 151301-151400
| Nome                 | Designazione provvisoria | Data di scoperta | Scopritore                 |
| -------------------- | ------------------------ | ---------------- | -------------------------- |
| 151301 -             | 2002 CW82                | 7 febbraio 2002  | LINEAR                     |
| 151302 -             | 2002 CZ83                | 7 febbraio 2002  | LINEAR                     |
| 151303 -             | 2002 CT84                | 7 febbraio 2002  | LINEAR                     |
| 151304 -             | 2002 CJ85                | 7 febbraio 2002  | LINEAR                     |
| 151305 -             | 2002 CW90                | 7 febbraio 2002  | LINEAR                     |
| 151306 -             | 2002 CZ90                | 7 febbraio 2002  | LINEAR                     |
| 151307 -             | 2002 CJ92                | 7 febbraio 2002  | LINEAR                     |
| 151308 -             | 2002 CO95                | 7 febbraio 2002  | LINEAR                     |
| 151309 -             | 2002 CD97                | 7 febbraio 2002  | LINEAR                     |
| 151310 -             | 2002 CO98                | 7 febbraio 2002  | LINEAR                     |
| 151311 -             | 2002 CA105               | 7 febbraio 2002  | LINEAR                     |
| 151312 -             | 2002 CY105               | 7 febbraio 2002  | LINEAR                     |
| 151313 -             | 2002 CN107               | 7 febbraio 2002  | LINEAR                     |
| 151314 -             | 2002 CF108               | 7 febbraio 2002  | LINEAR                     |
| 151315 -             | 2002 CQ115               | 8 febbraio 2002  | Needville                  |
| 151316 -             | 2002 CE118               | 14 febbraio 2002 | Yeung, W. K. Y.            |
| 151317 -             | 2002 CH121               | 7 febbraio 2002  | LINEAR                     |
| 151318 -             | 2002 CH123               | 7 febbraio 2002  | LINEAR                     |
| 151319 -             | 2002 CT125               | 7 febbraio 2002  | LINEAR                     |
| 151320 -             | 2002 CQ131               | 7 febbraio 2002  | LINEAR                     |
| 151321 -             | 2002 CY133               | 7 febbraio 2002  | LINEAR                     |
| 151322 -             | 2002 CO136               | 8 febbraio 2002  | LINEAR                     |
| 151323 -             | 2002 CF138               | 8 febbraio 2002  | LINEAR                     |
| 151324 -             | 2002 CG147               | 9 febbraio 2002  | LINEAR                     |
| 151325 -             | 2002 CN147               | 10 febbraio 2002 | LINEAR                     |
| 151326 -             | 2002 CO149               | 10 febbraio 2002 | LINEAR                     |
| 151327 -             | 2002 CG151               | 10 febbraio 2002 | LINEAR                     |
| 151328 -             | 2002 CF163               | 8 febbraio 2002  | LINEAR                     |
| 151329 -             | 2002 CO176               | 10 febbraio 2002 | LINEAR                     |
| 151330 -             | 2002 CD178               | 10 febbraio 2002 | LINEAR                     |
| 151331 -             | 2002 CH198               | 10 febbraio 2002 | LINEAR                     |
| 151332 -             | 2002 CK202               | 10 febbraio 2002 | LINEAR                     |
| 151333 -             | 2002 CF203               | 10 febbraio 2002 | LINEAR                     |
| 151334 -             | 2002 CY213               | 10 febbraio 2002 | LINEAR                     |
| 151335 -             | 2002 CH216               | 10 febbraio 2002 | LINEAR                     |
| 151336 -             | 2002 CE217               | 10 febbraio 2002 | LINEAR                     |
| 151337 -             | 2002 CM217               | 10 febbraio 2002 | LINEAR                     |
| 151338 -             | 2002 CM224               | 11 febbraio 2002 | LINEAR                     |
| 151339 -             | 2002 CT224               | 11 febbraio 2002 | LINEAR                     |
| 151340 -             | 2002 CE227               | 6 febbraio 2002  | NEAT                       |
| 151341 -             | 2002 CK236               | 12 febbraio 2002 | Spacewatch                 |
| 151342 -             | 2002 CV236               | 8 febbraio 2002  | LINEAR                     |
| 151343 -             | 2002 CM241               | 11 febbraio 2002 | LINEAR                     |
| 151344 -             | 2002 CE246               | 13 febbraio 2002 | Spacewatch                 |
| 151345 -             | 2002 CD247               | 15 febbraio 2002 | LINEAR                     |
| 151346 -             | 2002 CK259               | 6 febbraio 2002  | LINEAR                     |
| 151347 -             | 2002 CP265               | 6 febbraio 2002  | Spacewatch                 |
| 151348 -             | 2002 CJ270               | 7 febbraio 2002  | Spacewatch                 |
| 151349 Stanleycooper | 2002 CW270               | 8 febbraio 2002  | Buie, M. W.                |
| 151350 -             | 2002 CZ279               | 7 febbraio 2002  | Spacewatch                 |
| 151351 Dalleore      | 2002 CS282               | 8 febbraio 2002  | Buie, M. W.                |
| 151352 -             | 2002 CK286               | 10 febbraio 2002 | LINEAR                     |
| 151353 -             | 2002 CW291               | 11 febbraio 2002 | LINEAR                     |
| 151354 -             | 2002 CW294               | 10 febbraio 2002 | LINEAR                     |
| 151355 -             | 2002 CH295               | 10 febbraio 2002 | LINEAR                     |
| 151356 -             | 2002 CQ296               | 10 febbraio 2002 | LINEAR                     |
| 151357 -             | 2002 CN304               | 15 febbraio 2002 | LINEAR                     |
| 151358 -             | 2002 CY309               | 6 febbraio 2002  | NEAT                       |
| 151359 -             | 2002 CG311               | 10 febbraio 2002 | LINEAR                     |
| 151360 -             | 2002 CA312               | 15 febbraio 2002 | LINEAR                     |
| 151361 -             | 2002 CB312               | 12 febbraio 2002 | LINEAR                     |
| 151362 Chenkegong    | 2002 CP313               | 11 febbraio 2002 | Ye, Q.-z.                  |
| 151363 -             | 2002 CO314               | 10 febbraio 2002 | LINEAR                     |
| 151364 -             | 2002 DN3                 | 21 febbraio 2002 | LINEAR                     |
| 151365 -             | 2002 DR6                 | 20 febbraio 2002 | Spacewatch                 |
| 151366 -             | 2002 DK15                | 16 febbraio 2002 | NEAT                       |
| 151367 -             | 2002 DM16                | 20 febbraio 2002 | LINEAR                     |
| 151368 -             | 2002 ET3                 | 10 marzo 2002    | Asiago-DLR Asteroid Survey |
| 151369 -             | 2002 EB4                 | 10 marzo 2002    | Asiago-DLR Asteroid Survey |
| 151370 -             | 2002 EF5                 | 10 marzo 2002    | Asiago-DLR Asteroid Survey |
| 151371 -             | 2002 EK14                | 5 marzo 2002     | NEAT                       |
| 151372 -             | 2002 EM15                | 5 marzo 2002     | NEAT                       |
| 151373 -             | 2002 EW16                | 6 marzo 2002     | LINEAR                     |
| 151374 -             | 2002 EX19                | 9 marzo 2002     | LINEAR                     |
| 151375 -             | 2002 EK22                | 10 marzo 2002    | NEAT                       |
| 151376 -             | 2002 EP26                | 10 marzo 2002    | LONEOS                     |
| 151377 -             | 2002 EY27                | 9 marzo 2002     | LINEAR                     |
| 151378 -             | 2002 EH43                | 12 marzo 2002    | LINEAR                     |
| 151379 -             | 2002 ED45                | 10 marzo 2002    | NEAT                       |
| 151380 -             | 2002 EF47                | 12 marzo 2002    | NEAT                       |
| 151381 -             | 2002 EY49                | 12 marzo 2002    | NEAT                       |
| 151382 -             | 2002 EY50                | 12 marzo 2002    | NEAT                       |
| 151383 -             | 2002 EZ58                | 13 marzo 2002    | LINEAR                     |
| 151384 -             | 2002 EU59                | 13 marzo 2002    | LINEAR                     |
| 151385 -             | 2002 EH62                | 13 marzo 2002    | LINEAR                     |
| 151386 -             | 2002 EL63                | 13 marzo 2002    | LINEAR                     |
| 151387 -             | 2002 EF68                | 13 marzo 2002    | LINEAR                     |
| 151388 -             | 2002 EY69                | 13 marzo 2002    | LINEAR                     |
| 151389 -             | 2002 EZ69                | 13 marzo 2002    | LINEAR                     |
| 151390 -             | 2002 ED71                | 13 marzo 2002    | LINEAR                     |
| 151391 -             | 2002 EM72                | 13 marzo 2002    | LINEAR                     |
| 151392 -             | 2002 EJ78                | 11 marzo 2002    | Spacewatch                 |
| 151393 -             | 2002 ET79                | 11 marzo 2002    | NEAT                       |
| 151394 -             | 2002 EX79                | 12 marzo 2002    | NEAT                       |
| 151395 -             | 2002 ET83                | 9 marzo 2002     | LINEAR                     |
| 151396 -             | 2002 EM86                | 9 marzo 2002     | LINEAR                     |
| 151397 -             | 2002 EF89                | 11 marzo 2002    | LINEAR                     |
| 151398 -             | 2002 EH89                | 11 marzo 2002    | LINEAR                     |
| 151399 -             | 2002 EU90                | 12 marzo 2002    | LINEAR                     |
| 151400 -             | 2002 EW99                | 5 marzo 2002     | LONEOS                     |

## 151401-151500
| Nome           | Designazione provvisoria | Data di scoperta | Scopritore                  |
| -------------- | ------------------------ | ---------------- | --------------------------- |
| 151401 -       | 2002 EC101               | 6 marzo 2002     | LINEAR                      |
| 151402 -       | 2002 EW105               | 9 marzo 2002     | LONEOS                      |
| 151403 -       | 2002 EV106               | 9 marzo 2002     | LONEOS                      |
| 151404 -       | 2002 ER107               | 10 marzo 2002    | Spacewatch                  |
| 151405 -       | 2002 EQ111               | 9 marzo 2002     | CSS                         |
| 151406 -       | 2002 EO115               | 10 marzo 2002    | LONEOS                      |
| 151407 -       | 2002 EF116               | 11 marzo 2002    | NEAT                        |
| 151408 -       | 2002 EN121               | 11 marzo 2002    | Spacewatch                  |
| 151409 -       | 2002 EX125               | 12 marzo 2002    | NEAT                        |
| 151410 -       | 2002 EC126               | 12 marzo 2002    | NEAT                        |
| 151411 -       | 2002 EN131               | 13 marzo 2002    | NEAT                        |
| 151412 -       | 2002 EB137               | 12 marzo 2002    | NEAT                        |
| 151413 -       | 2002 EN137               | 12 marzo 2002    | NEAT                        |
| 151414 -       | 2002 EL139               | 12 marzo 2002    | Spacewatch                  |
| 151415 -       | 2002 ES140               | 12 marzo 2002    | NEAT                        |
| 151416 -       | 2002 ED145               | 13 marzo 2002    | LINEAR                      |
| 151417 -       | 2002 EA146               | 13 marzo 2002    | Asiago-DLR Asteroid Survey  |
| 151418 -       | 2002 ES146               | 14 marzo 2002    | LONEOS                      |
| 151419 -       | 2002 EA150               | 15 marzo 2002    | NEAT                        |
| 151420 -       | 2002 EK151               | 15 marzo 2002    | Spacewatch                  |
| 151421 -       | 2002 EW151               | 15 marzo 2002    | Spacewatch                  |
| 151422 -       | 2002 FH                  | 16 marzo 2002    | Yeung, W. K. Y.             |
| 151423 -       | 2002 FS1                 | 19 marzo 2002    | Fountain Hills              |
| 151424 -       | 2002 FT1                 | 19 marzo 2002    | Fountain Hills              |
| 151425 -       | 2002 FT2                 | 19 marzo 2002    | Yeung, W. K. Y.             |
| 151426 -       | 2002 FV2                 | 19 marzo 2002    | Yeung, W. K. Y.             |
| 151427 -       | 2002 FF3                 | 16 marzo 2002    | LINEAR                      |
| 151428 -       | 2002 FO10                | 17 marzo 2002    | LINEAR                      |
| 151429 -       | 2002 FT13                | 16 marzo 2002    | NEAT                        |
| 151430 Nemunas | 2002 FC14                | 16 marzo 2002    | Cernis, K., Zdanavicius, J. |
| 151431 -       | 2002 FH14                | 16 marzo 2002    | LINEAR                      |
| 151432 -       | 2002 FN27                | 20 marzo 2002    | LINEAR                      |
| 151433 -       | 2002 FS28                | 20 marzo 2002    | LINEAR                      |
| 151434 -       | 2002 FK38                | 30 marzo 2002    | NEAT                        |
| 151435 -       | 2002 FN39                | 16 marzo 2002    | LINEAR                      |
| 151436 -       | 2002 GK2                 | 6 aprile 2002    | Klet                        |
| 151437 -       | 2002 GB7                 | 12 aprile 2002   | Yeung, W. K. Y.             |
| 151438 -       | 2002 GL7                 | 14 aprile 2002   | Yeung, W. K. Y.             |
| 151439 -       | 2002 GY8                 | 14 aprile 2002   | NEAT                        |
| 151440 -       | 2002 GY14                | 15 aprile 2002   | LINEAR                      |
| 151441 -       | 2002 GT16                | 15 aprile 2002   | LINEAR                      |
| 151442 -       | 2002 GJ26                | 14 aprile 2002   | LINEAR                      |
| 151443 -       | 2002 GH34                | 1 aprile 2002    | NEAT                        |
| 151444 -       | 2002 GR45                | 4 aprile 2002    | NEAT                        |
| 151445 -       | 2002 GW49                | 5 aprile 2002    | NEAT                        |
| 151446 -       | 2002 GU53                | 5 aprile 2002    | LONEOS                      |
| 151447 -       | 2002 GZ54                | 5 aprile 2002    | LONEOS                      |
| 151448 -       | 2002 GS77                | 9 aprile 2002    | LINEAR                      |
| 151449 -       | 2002 GY77                | 9 aprile 2002    | LINEAR                      |
| 151450 -       | 2002 GC86                | 10 aprile 2002   | LINEAR                      |
| 151451 -       | 2002 GB101               | 10 aprile 2002   | LINEAR                      |
| 151452 -       | 2002 GX101               | 10 aprile 2002   | LINEAR                      |
| 151453 -       | 2002 GT102               | 10 aprile 2002   | LINEAR                      |
| 151454 -       | 2002 GP104               | 10 aprile 2002   | LINEAR                      |
| 151455 -       | 2002 GL105               | 11 aprile 2002   | LONEOS                      |
| 151456 -       | 2002 GH106               | 11 aprile 2002   | LONEOS                      |
| 151457 -       | 2002 GX106               | 11 aprile 2002   | LONEOS                      |
| 151458 -       | 2002 GV108               | 11 aprile 2002   | NEAT                        |
| 151459 -       | 2002 GS109               | 11 aprile 2002   | NEAT                        |
| 151460 -       | 2002 GZ110               | 10 aprile 2002   | LINEAR                      |
| 151461 -       | 2002 GB113               | 11 aprile 2002   | LONEOS                      |
| 151462 -       | 2002 GJ119               | 12 aprile 2002   | NEAT                        |
| 151463 -       | 2002 GS121               | 10 aprile 2002   | LINEAR                      |
| 151464 -       | 2002 GE128               | 12 aprile 2002   | LINEAR                      |
| 151465 -       | 2002 GX140               | 13 aprile 2002   | Spacewatch                  |
| 151466 -       | 2002 GL150               | 14 aprile 2002   | LINEAR                      |
| 151467 -       | 2002 GK153               | 12 aprile 2002   | NEAT                        |
| 151468 -       | 2002 GT154               | 13 aprile 2002   | NEAT                        |
| 151469 -       | 2002 GX154               | 13 aprile 2002   | NEAT                        |
| 151470 -       | 2002 GL160               | 15 aprile 2002   | NEAT                        |
| 151471 -       | 2002 GD161               | 15 aprile 2002   | LONEOS                      |
| 151472 -       | 2002 GJ167               | 9 aprile 2002    | LINEAR                      |
| 151473 -       | 2002 GP168               | 9 aprile 2002    | LINEAR                      |
| 151474 -       | 2002 HZ2                 | 16 aprile 2002   | LINEAR                      |
| 151475 -       | 2002 HF11                | 21 aprile 2002   | NEAT                        |
| 151476 -       | 2002 HE13                | 22 aprile 2002   | LINEAR                      |
| 151477 -       | 2002 HG16                | 18 aprile 2002   | Spacewatch                  |
| 151478 -       | 2002 JR                  | 3 maggio 2002    | Yeung, W. K. Y.             |
| 151479 -       | 2002 JL4                 | 5 maggio 2002    | LINEAR                      |
| 151480 -       | 2002 JR4                 | 5 maggio 2002    | LINEAR                      |
| 151481 -       | 2002 JV9                 | 6 maggio 2002    | LINEAR                      |
| 151482 -       | 2002 JM10                | 6 maggio 2002    | LINEAR                      |
| 151483 -       | 2002 JH16                | 7 maggio 2002    | LINEAR                      |
| 151484 -       | 2002 JP16                | 6 maggio 2002    | NEAT                        |
| 151485 -       | 2002 JX17                | 7 maggio 2002    | NEAT                        |
| 151486 -       | 2002 JM22                | 8 maggio 2002    | LINEAR                      |
| 151487 -       | 2002 JU22                | 8 maggio 2002    | LINEAR                      |
| 151488 -       | 2002 JG23                | 8 maggio 2002    | LINEAR                      |
| 151489 -       | 2002 JE30                | 9 maggio 2002    | LINEAR                      |
| 151490 -       | 2002 JL45                | 9 maggio 2002    | LINEAR                      |
| 151491 -       | 2002 JU46                | 9 maggio 2002    | LINEAR                      |
| 151492 -       | 2002 JS58                | 9 maggio 2002    | LINEAR                      |
| 151493 -       | 2002 JE68                | 9 maggio 2002    | LINEAR                      |
| 151494 -       | 2002 JU68                | 6 maggio 2002    | LINEAR                      |
| 151495 -       | 2002 JM69                | 7 maggio 2002    | LINEAR                      |
| 151496 -       | 2002 JC72                | 8 maggio 2002    | LINEAR                      |
| 151497 -       | 2002 JD78                | 11 maggio 2002   | LINEAR                      |
| 151498 -       | 2002 JM78                | 11 maggio 2002   | LINEAR                      |
| 151499 -       | 2002 JL97                | 6 maggio 2002    | Uppsala-DLR Asteroid Survey |
| 151500 -       | 2002 JE108               | 14 maggio 2002   | NEAT                        |

## 151501-151600
| Nome       | Designazione provvisoria | Data di scoperta  | Scopritore               |
| ---------- | ------------------------ | ----------------- | ------------------------ |
| 151501 -   | 2002 JW119               | 5 maggio 2002     | NEAT                     |
| 151502 -   | 2002 JK123               | 6 maggio 2002     | NEAT                     |
| 151503 -   | 2002 JA125               | 7 maggio 2002     | NEAT                     |
| 151504 -   | 2002 KQ9                 | 30 maggio 2002    | NEAT                     |
| 151505 -   | 2002 LG37                | 10 giugno 2002    | LINEAR                   |
| 151506 -   | 2002 LV57                | 11 giugno 2002    | LONEOS                   |
| 151507 -   | 2002 MK1                 | 18 giugno 2002    | LINEAR                   |
| 151508 -   | 2002 NW33                | 13 luglio 2002    | NEAT                     |
| 151509 -   | 2002 NK48                | 14 luglio 2002    | NEAT                     |
| 151510 -   | 2002 NW59                | 15 luglio 2002    | NEAT                     |
| 151511 -   | 2002 PL22                | 6 agosto 2002     | NEAT                     |
| 151512 -   | 2002 PW31                | 6 agosto 2002     | NEAT                     |
| 151513 -   | 2002 PW44                | 5 agosto 2002     | LINEAR                   |
| 151514 -   | 2002 PG52                | 8 agosto 2002     | NEAT                     |
| 151515 -   | 2002 PD61                | 11 agosto 2002    | LINEAR                   |
| 151516 -   | 2002 PN78                | 11 agosto 2002    | NEAT                     |
| 151517 -   | 2002 PQ113               | 15 agosto 2002    | LINEAR                   |
| 151518 -   | 2002 PE133               | 14 agosto 2002    | LINEAR                   |
| 151519 -   | 2002 QG36                | 30 agosto 2002    | Ametlla de Mar           |
| 151520 -   | 2002 RL1                 | 1 settembre 2002  | NEAT                     |
| 151521 -   | 2002 RB2                 | 4 settembre 2002  | LONEOS                   |
| 151522 -   | 2002 RM17                | 4 settembre 2002  | LONEOS                   |
| 151523 -   | 2002 RG28                | 5 settembre 2002  | LONEOS                   |
| 151524 -   | 2002 RZ45                | 5 settembre 2002  | LINEAR                   |
| 151525 -   | 2002 RA50                | 5 settembre 2002  | LINEAR                   |
| 151526 -   | 2002 RU62                | 5 settembre 2002  | LINEAR                   |
| 151527 -   | 2002 RN67                | 3 settembre 2002  | NEAT                     |
| 151528 -   | 2002 RZ68                | 4 settembre 2002  | LONEOS                   |
| 151529 -   | 2002 RR80                | 5 settembre 2002  | LINEAR                   |
| 151530 -   | 2002 RO93                | 5 settembre 2002  | LONEOS                   |
| 151531 -   | 2002 RU99                | 5 settembre 2002  | LINEAR                   |
| 151532 -   | 2002 RN101               | 5 settembre 2002  | LINEAR                   |
| 151533 -   | 2002 RB103               | 5 settembre 2002  | LINEAR                   |
| 151534 -   | 2002 RM104               | 5 settembre 2002  | LINEAR                   |
| 151535 -   | 2002 RS110               | 6 settembre 2002  | LINEAR                   |
| 151536 -   | 2002 RR122               | 8 settembre 2002  | NEAT                     |
| 151537 -   | 2002 RD132               | 11 settembre 2002 | NEAT                     |
| 151538 -   | 2002 RH139               | 10 settembre 2002 | NEAT                     |
| 151539 -   | 2002 RB180               | 14 settembre 2002 | Spacewatch               |
| 151540 -   | 2002 SR14                | 27 settembre 2002 | NEAT                     |
| 151541 -   | 2002 SE19                | 27 settembre 2002 | NEAT                     |
| 151542 -   | 2002 SH25                | 28 settembre 2002 | NEAT                     |
| 151543 -   | 2002 SF35                | 29 settembre 2002 | Spacewatch               |
| 151544 -   | 2002 SE47                | 30 settembre 2002 | LINEAR                   |
| 151545 -   | 2002 SH47                | 30 settembre 2002 | LINEAR                   |
| 151546 -   | 2002 SE49                | 30 settembre 2002 | LINEAR                   |
| 151547 -   | 2002 SF54                | 30 settembre 2002 | LINEAR                   |
| 151548 -   | 2002 SE58                | 30 settembre 2002 | NEAT                     |
| 151549 -   | 2002 TA5                 | 1 ottobre 2002    | LINEAR                   |
| 151550 -   | 2002 TV8                 | 1 ottobre 2002    | LONEOS                   |
| 151551 -   | 2002 TR24                | 2 ottobre 2002    | LINEAR                   |
| 151552 -   | 2002 TU27                | 2 ottobre 2002    | LINEAR                   |
| 151553 -   | 2002 TW27                | 2 ottobre 2002    | LINEAR                   |
| 151554 -   | 2002 TF31                | 2 ottobre 2002    | LINEAR                   |
| 151555 -   | 2002 TJ43                | 2 ottobre 2002    | LINEAR                   |
| 151556 -   | 2002 TO52                | 2 ottobre 2002    | LINEAR                   |
| 151557 -   | 2002 TM74                | 1 ottobre 2002    | Crni Vrh                 |
| 151558 -   | 2002 TB75                | 1 ottobre 2002    | LONEOS                   |
| 151559 -   | 2002 TP77                | 1 ottobre 2002    | LONEOS                   |
| 151560 -   | 2002 TW82                | 2 ottobre 2002    | LINEAR                   |
| 151561 -   | 2002 TE88                | 3 ottobre 2002    | LINEAR                   |
| 151562 -   | 2002 TW100               | 4 ottobre 2002    | LINEAR                   |
| 151563 -   | 2002 TM135               | 4 ottobre 2002    | LINEAR                   |
| 151564 -   | 2002 TZ144               | 2 ottobre 2002    | NEAT                     |
| 151565 -   | 2002 TH168               | 3 ottobre 2002    | LINEAR                   |
| 151566 -   | 2002 TJ169               | 3 ottobre 2002    | NEAT                     |
| 151567 -   | 2002 TW184               | 4 ottobre 2002    | LINEAR                   |
| 151568 -   | 2002 TP189               | 5 ottobre 2002    | LINEAR                   |
| 151569 -   | 2002 TU205               | 4 ottobre 2002    | LINEAR                   |
| 151570 -   | 2002 TO215               | 4 ottobre 2002    | LINEAR                   |
| 151571 -   | 2002 TC223               | 7 ottobre 2002    | LINEAR                   |
| 151572 -   | 2002 TX223               | 7 ottobre 2002    | LINEAR                   |
| 151573 -   | 2002 TM225               | 8 ottobre 2002    | LONEOS                   |
| 151574 -   | 2002 TD226               | 8 ottobre 2002    | LONEOS                   |
| 151575 -   | 2002 TD239               | 8 ottobre 2002    | LONEOS                   |
| 151576 -   | 2002 TJ242               | 9 ottobre 2002    | LONEOS                   |
| 151577 -   | 2002 TX246               | 9 ottobre 2002    | Spacewatch               |
| 151578 -   | 2002 TQ249               | 7 ottobre 2002    | LINEAR                   |
| 151579 -   | 2002 TQ255               | 9 ottobre 2002    | LINEAR                   |
| 151580 -   | 2002 TJ257               | 9 ottobre 2002    | LINEAR                   |
| 151581 -   | 2002 TG264               | 10 ottobre 2002   | LINEAR                   |
| 151582 -   | 2002 TD273               | 9 ottobre 2002    | LINEAR                   |
| 151583 -   | 2002 TL280               | 10 ottobre 2002   | LINEAR                   |
| 151584 -   | 2002 TS297               | 11 ottobre 2002   | LINEAR                   |
| 151585 -   | 2002 UO9                 | 28 ottobre 2002   | Spacewatch               |
| 151586 -   | 2002 UK15                | 30 ottobre 2002   | NEAT                     |
| 151587 -   | 2002 UT19                | 30 ottobre 2002   | NEAT                     |
| 151588 -   | 2002 UG23                | 29 ottobre 2002   | Fountain Hills           |
| 151589 -   | 2002 UK40                | 31 ottobre 2002   | LINEAR                   |
| 151590 Fan | 2002 UR58                | 29 ottobre 2002   | Sloan Digital Sky Survey |
| 151591 -   | 2002 VW7                 | 1 novembre 2002   | NEAT                     |
| 151592 -   | 2002 VX11                | 1 novembre 2002   | NEAT                     |
| 151593 -   | 2002 VL22                | 5 novembre 2002   | LINEAR                   |
| 151594 -   | 2002 VL31                | 5 novembre 2002   | LINEAR                   |
| 151595 -   | 2002 VA34                | 5 novembre 2002   | LINEAR                   |
| 151596 -   | 2002 VM34                | 5 novembre 2002   | LINEAR                   |
| 151597 -   | 2002 VZ36                | 2 novembre 2002   | NEAT                     |
| 151598 -   | 2002 VL37                | 4 novembre 2002   | NEAT                     |
| 151599 -   | 2002 VK40                | 5 novembre 2002   | LINEAR                   |
| 151600 -   | 2002 VG44                | 4 novembre 2002   | NEAT                     |

## 151601-151700
| Nome                 | Designazione provvisoria | Data di scoperta | Scopritore               |
| -------------------- | ------------------------ | ---------------- | ------------------------ |
| 151601 -             | 2002 VJ47                | 5 novembre 2002  | LONEOS                   |
| 151602 -             | 2002 VX47                | 5 novembre 2002  | LINEAR                   |
| 151603 -             | 2002 VG51                | 6 novembre 2002  | LONEOS                   |
| 151604 -             | 2002 VC61                | 5 novembre 2002  | LINEAR                   |
| 151605 -             | 2002 VJ61                | 5 novembre 2002  | LINEAR                   |
| 151606 -             | 2002 VU61                | 5 novembre 2002  | LINEAR                   |
| 151607 -             | 2002 VV70                | 7 novembre 2002  | LINEAR                   |
| 151608 -             | 2002 VA73                | 7 novembre 2002  | LINEAR                   |
| 151609 -             | 2002 VZ74                | 7 novembre 2002  | LINEAR                   |
| 151610 -             | 2002 VU79                | 7 novembre 2002  | LINEAR                   |
| 151611 -             | 2002 VY80                | 7 novembre 2002  | LINEAR                   |
| 151612 -             | 2002 VR84                | 7 novembre 2002  | LINEAR                   |
| 151613 -             | 2002 VT91                | 12 novembre 2002 | LINEAR                   |
| 151614 -             | 2002 VS93                | 12 novembre 2002 | LINEAR                   |
| 151615 -             | 2002 VR97                | 12 novembre 2002 | LINEAR                   |
| 151616 -             | 2002 VW99                | 13 novembre 2002 | NEAT                     |
| 151617 -             | 2002 VQ100               | 11 novembre 2002 | LONEOS                   |
| 151618 -             | 2002 VZ102               | 12 novembre 2002 | LINEAR                   |
| 151619 -             | 2002 VB105               | 12 novembre 2002 | LINEAR                   |
| 151620 -             | 2002 VK108               | 12 novembre 2002 | LINEAR                   |
| 151621 -             | 2002 VH114               | 13 novembre 2002 | NEAT                     |
| 151622 -             | 2002 VX121               | 13 novembre 2002 | NEAT                     |
| 151623 -             | 2002 VF123               | 13 novembre 2002 | NEAT                     |
| 151624 -             | 2002 WS6                 | 24 novembre 2002 | NEAT                     |
| 151625 -             | 2002 WP7                 | 24 novembre 2002 | NEAT                     |
| 151626 -             | 2002 WQ9                 | 24 novembre 2002 | NEAT                     |
| 151627 -             | 2002 WB12                | 27 novembre 2002 | LONEOS                   |
| 151628 -             | 2002 WA17                | 28 novembre 2002 | NEAT                     |
| 151629 -             | 2002 WP17                | 30 novembre 2002 | LINEAR                   |
| 151630 -             | 2002 WO19                | 24 novembre 2002 | Hönig, S. F.             |
| 151631 -             | 2002 XN                  | 1 dicembre 2002  | LINEAR                   |
| 151632 -             | 2002 XC4                 | 1 dicembre 2002  | LINEAR                   |
| 151633 -             | 2002 XL7                 | 2 dicembre 2002  | LINEAR                   |
| 151634 -             | 2002 XX19                | 2 dicembre 2002  | LINEAR                   |
| 151635 -             | 2002 XY22                | 3 dicembre 2002  | NEAT                     |
| 151636 -             | 2002 XO27                | 5 dicembre 2002  | LINEAR                   |
| 151637 -             | 2002 XN28                | 5 dicembre 2002  | LINEAR                   |
| 151638 -             | 2002 XV28                | 5 dicembre 2002  | LINEAR                   |
| 151639 -             | 2002 XF31                | 6 dicembre 2002  | LINEAR                   |
| 151640 -             | 2002 XC33                | 6 dicembre 2002  | LINEAR                   |
| 151641 -             | 2002 XM38                | 6 dicembre 2002  | LINEAR                   |
| 151642 -             | 2002 XG49                | 10 dicembre 2002 | LINEAR                   |
| 151643 -             | 2002 XH54                | 10 dicembre 2002 | NEAT                     |
| 151644 -             | 2002 XB57                | 10 dicembre 2002 | LINEAR                   |
| 151645 -             | 2002 XR60                | 10 dicembre 2002 | LINEAR                   |
| 151646 -             | 2002 XA66                | 12 dicembre 2002 | LINEAR                   |
| 151647 -             | 2002 XC66                | 12 dicembre 2002 | LINEAR                   |
| 151648 -             | 2002 XQ70                | 10 dicembre 2002 | LINEAR                   |
| 151649 -             | 2002 XL71                | 10 dicembre 2002 | LINEAR                   |
| 151650 -             | 2002 XN81                | 11 dicembre 2002 | LINEAR                   |
| 151651 -             | 2002 XS88                | 14 dicembre 2002 | LINEAR                   |
| 151652 -             | 2002 XF93                | 5 dicembre 2002  | LINEAR                   |
| 151653 -             | 2002 XB94                | 3 dicembre 2002  | Hönig, S. F.             |
| 151654 -             | 2002 XU95                | 5 dicembre 2002  | LINEAR                   |
| 151655 -             | 2002 XZ103               | 5 dicembre 2002  | LINEAR                   |
| 151656 -             | 2002 XC115               | 10 dicembre 2002 | NEAT                     |
| 151657 Finkbeiner    | 2002 XV115               | 11 dicembre 2002 | Sloan Digital Sky Survey |
| 151658 -             | 2002 YK                  | 27 dicembre 2002 | LONEOS                   |
| 151659 Egerszegi     | 2002 YF3                 | 25 dicembre 2002 | Sárneczky, K.            |
| 151660 -             | 2002 YC6                 | 28 dicembre 2002 | Spacewatch               |
| 151661 -             | 2002 YF8                 | 30 dicembre 2002 | LINEAR                   |
| 151662 -             | 2002 YZ8                 | 31 dicembre 2002 | LINEAR                   |
| 151663 -             | 2002 YF10                | 31 dicembre 2002 | LINEAR                   |
| 151664 -             | 2002 YJ12                | 31 dicembre 2002 | Spacewatch               |
| 151665 -             | 2002 YP19                | 31 dicembre 2002 | LINEAR                   |
| 151666 -             | 2002 YS19                | 31 dicembre 2002 | LINEAR                   |
| 151667 -             | 2002 YO23                | 31 dicembre 2002 | LINEAR                   |
| 151668 -             | 2002 YY26                | 31 dicembre 2002 | LINEAR                   |
| 151669 -             | 2002 YH27                | 31 dicembre 2002 | LINEAR                   |
| 151670 -             | 2002 YL27                | 31 dicembre 2002 | LINEAR                   |
| 151671 -             | 2002 YC29                | 31 dicembre 2002 | LINEAR                   |
| 151672 -             | 2003 AU                  | 1 gennaio 2003   | LINEAR                   |
| 151673 -             | 2003 AQ5                 | 1 gennaio 2003   | LINEAR                   |
| 151674 -             | 2003 AQ6                 | 1 gennaio 2003   | Spacewatch               |
| 151675 -             | 2003 AW7                 | 2 gennaio 2003   | LINEAR                   |
| 151676 -             | 2003 AG10                | 1 gennaio 2003   | LINEAR                   |
| 151677 -             | 2003 AB12                | 1 gennaio 2003   | LINEAR                   |
| 151678 -             | 2003 AF16                | 4 gennaio 2003   | LINEAR                   |
| 151679 -             | 2003 AE20                | 5 gennaio 2003   | LINEAR                   |
| 151680 -             | 2003 AZ23                | 4 gennaio 2003   | LINEAR                   |
| 151681 -             | 2003 AR25                | 4 gennaio 2003   | LINEAR                   |
| 151682 -             | 2003 AQ28                | 4 gennaio 2003   | LINEAR                   |
| 151683 -             | 2003 AE29                | 4 gennaio 2003   | LINEAR                   |
| 151684 -             | 2003 AZ30                | 4 gennaio 2003   | LINEAR                   |
| 151685 -             | 2003 AU35                | 7 gennaio 2003   | LINEAR                   |
| 151686 -             | 2003 AP39                | 7 gennaio 2003   | LINEAR                   |
| 151687 -             | 2003 AK42                | 7 gennaio 2003   | LINEAR                   |
| 151688 -             | 2003 AQ46                | 5 gennaio 2003   | LINEAR                   |
| 151689 -             | 2003 AM49                | 5 gennaio 2003   | LINEAR                   |
| 151690 -             | 2003 AH53                | 5 gennaio 2003   | LINEAR                   |
| 151691 -             | 2003 AL53                | 5 gennaio 2003   | LINEAR                   |
| 151692 -             | 2003 AU53                | 5 gennaio 2003   | LINEAR                   |
| 151693 -             | 2003 AH55                | 5 gennaio 2003   | LINEAR                   |
| 151694 -             | 2003 AS58                | 5 gennaio 2003   | LINEAR                   |
| 151695 -             | 2003 AB64                | 7 gennaio 2003   | BATTeRS                  |
| 151696 -             | 2003 AX65                | 7 gennaio 2003   | LINEAR                   |
| 151697 Paolobattaini | 2003 AF84                | 15 gennaio 2003  | Buzzi, L., Bellini, F.   |
| 151698 -             | 2003 AH84                | 14 gennaio 2003  | CINEOS                   |
| 151699 -             | 2003 AA94                | 10 gennaio 2003  | LINEAR                   |
| 151700 -             | 2003 BQ17                | 27 gennaio 2003  | LINEAR                   |

## 151701-151800
| Nome     | Designazione provvisoria | Data di scoperta | Scopritore |
| -------- | ------------------------ | ---------------- | ---------- |
| 151701 - | 2003 BK18                | 27 gennaio 2003  | LINEAR     |
| 151702 - | 2003 BL20                | 27 gennaio 2003  | LINEAR     |
| 151703 - | 2003 BU21                | 27 gennaio 2003  | NEAT       |
| 151704 - | 2003 BH28                | 26 gennaio 2003  | NEAT       |
| 151705 - | 2003 BE30                | 27 gennaio 2003  | LINEAR     |
| 151706 - | 2003 BT33                | 28 gennaio 2003  | LINEAR     |
| 151707 - | 2003 BQ34                | 26 gennaio 2003  | NEAT       |
| 151708 - | 2003 BV34                | 27 gennaio 2003  | LONEOS     |
| 151709 - | 2003 BN37                | 28 gennaio 2003  | Spacewatch |
| 151710 - | 2003 BL39                | 27 gennaio 2003  | LINEAR     |
| 151711 - | 2003 BM39                | 27 gennaio 2003  | LINEAR     |
| 151712 - | 2003 BH40                | 27 gennaio 2003  | NEAT       |
| 151713 - | 2003 BK40                | 27 gennaio 2003  | NEAT       |
| 151714 - | 2003 BM43                | 27 gennaio 2003  | LINEAR     |
| 151715 - | 2003 BZ46                | 28 gennaio 2003  | NEAT       |
| 151716 - | 2003 BN48                | 26 gennaio 2003  | LONEOS     |
| 151717 - | 2003 BR49                | 27 gennaio 2003  | LONEOS     |
| 151718 - | 2003 BL53                | 27 gennaio 2003  | LONEOS     |
| 151719 - | 2003 BN56                | 29 gennaio 2003  | NEAT       |
| 151720 - | 2003 BR58                | 27 gennaio 2003  | LINEAR     |
| 151721 - | 2003 BT58                | 27 gennaio 2003  | LINEAR     |
| 151722 - | 2003 BU61                | 28 gennaio 2003  | LINEAR     |
| 151723 - | 2003 BX63                | 28 gennaio 2003  | LINEAR     |
| 151724 - | 2003 BU65                | 30 gennaio 2003  | LINEAR     |
| 151725 - | 2003 BF73                | 28 gennaio 2003  | NEAT       |
| 151726 - | 2003 BN76                | 29 gennaio 2003  | NEAT       |
| 151727 - | 2003 BQ80                | 31 gennaio 2003  | LINEAR     |
| 151728 - | 2003 BQ81                | 31 gennaio 2003  | LINEAR     |
| 151729 - | 2003 BY83                | 31 gennaio 2003  | LINEAR     |
| 151730 - | 2003 BJ84                | 30 gennaio 2003  | LONEOS     |
| 151731 - | 2003 BA86                | 23 gennaio 2003  | Spacewatch |
| 151732 - | 2003 BG87                | 26 gennaio 2003  | Spacewatch |
| 151733 - | 2003 BA88                | 27 gennaio 2003  | LINEAR     |
| 151734 - | 2003 BH89                | 28 gennaio 2003  | Spacewatch |
| 151735 - | 2003 BO90                | 30 gennaio 2003  | LONEOS     |
| 151736 - | 2003 CQ                  | 1 febbraio 2003  | LONEOS     |
| 151737 - | 2003 CV6                 | 1 febbraio 2003  | LINEAR     |
| 151738 - | 2003 CB7                 | 1 febbraio 2003  | LINEAR     |
| 151739 - | 2003 CU9                 | 2 febbraio 2003  | LONEOS     |
| 151740 - | 2003 CO13                | 4 febbraio 2003  | LONEOS     |
| 151741 - | 2003 CT14                | 3 febbraio 2003  | NEAT       |
| 151742 - | 2003 CW19                | 9 febbraio 2003  | NEAT       |
| 151743 - | 2003 CE21                | 1 febbraio 2003  | LINEAR     |
| 151744 - | 2003 CA22                | 11 febbraio 2003 | Bickel, W. |
| 151745 - | 2003 DG3                 | 22 febbraio 2003 | NEAT       |
| 151746 - | 2003 DQ7                 | 22 febbraio 2003 | Spacewatch |
| 151747 - | 2003 DM11                | 25 febbraio 2003 | NEAT       |
| 151748 - | 2003 DY16                | 21 febbraio 2003 | NEAT       |
| 151749 - | 2003 DF18                | 19 febbraio 2003 | NEAT       |
| 151750 - | 2003 DR18                | 21 febbraio 2003 | NEAT       |
| 151751 - | 2003 DT18                | 21 febbraio 2003 | NEAT       |
| 151752 - | 2003 DZ23                | 28 febbraio 2003 | LINEAR     |
| 151753 - | 2003 EX                  | 5 marzo 2003     | LINEAR     |
| 151754 - | 2003 EF2                 | 5 marzo 2003     | LINEAR     |
| 151755 - | 2003 EG2                 | 5 marzo 2003     | LINEAR     |
| 151756 - | 2003 EN3                 | 6 marzo 2003     | LINEAR     |
| 151757 - | 2003 EG6                 | 6 marzo 2003     | LONEOS     |
| 151758 - | 2003 EO6                 | 6 marzo 2003     | LONEOS     |
| 151759 - | 2003 EF9                 | 6 marzo 2003     | LINEAR     |
| 151760 - | 2003 EH10                | 6 marzo 2003     | LINEAR     |
| 151761 - | 2003 EG11                | 6 marzo 2003     | LINEAR     |
| 151762 - | 2003 EP11                | 6 marzo 2003     | LINEAR     |
| 151763 - | 2003 ET12                | 6 marzo 2003     | LINEAR     |
| 151764 - | 2003 EX12                | 6 marzo 2003     | LINEAR     |
| 151765 - | 2003 EB19                | 6 marzo 2003     | LONEOS     |
| 151766 - | 2003 EL19                | 6 marzo 2003     | LONEOS     |
| 151767 - | 2003 EY20                | 6 marzo 2003     | LONEOS     |
| 151768 - | 2003 EX22                | 6 marzo 2003     | LINEAR     |
| 151769 - | 2003 EK24                | 6 marzo 2003     | LINEAR     |
| 151770 - | 2003 EO24                | 6 marzo 2003     | LINEAR     |
| 151771 - | 2003 EV25                | 6 marzo 2003     | LINEAR     |
| 151772 - | 2003 EW25                | 6 marzo 2003     | LONEOS     |
| 151773 - | 2003 EK26                | 6 marzo 2003     | LONEOS     |
| 151774 - | 2003 EZ29                | 6 marzo 2003     | NEAT       |
| 151775 - | 2003 EV34                | 7 marzo 2003     | LINEAR     |
| 151776 - | 2003 EZ41                | 9 marzo 2003     | CINEOS     |
| 151777 - | 2003 EW46                | 8 marzo 2003     | Spacewatch |
| 151778 - | 2003 EE47                | 8 marzo 2003     | LINEAR     |
| 151779 - | 2003 EP47                | 9 marzo 2003     | LINEAR     |
| 151780 - | 2003 EX47                | 9 marzo 2003     | LONEOS     |
| 151781 - | 2003 EJ49                | 10 marzo 2003    | LONEOS     |
| 151782 - | 2003 ES53                | 10 marzo 2003    | LINEAR     |
| 151783 - | 2003 EJ58                | 12 marzo 2003    | LINEAR     |
| 151784 - | 2003 EL58                | 12 marzo 2003    | NEAT       |
| 151785 - | 2003 FZ3                 | 25 marzo 2003    | NEAT       |
| 151786 - | 2003 FL13                | 23 marzo 2003    | Spacewatch |
| 151787 - | 2003 FS18                | 24 marzo 2003    | Spacewatch |
| 151788 - | 2003 FJ24                | 23 marzo 2003    | CSS        |
| 151789 - | 2003 FH32                | 23 marzo 2003    | Spacewatch |
| 151790 - | 2003 FL32                | 23 marzo 2003    | Spacewatch |
| 151791 - | 2003 FE33                | 23 marzo 2003    | Spacewatch |
| 151792 - | 2003 FH33                | 23 marzo 2003    | Spacewatch |
| 151793 - | 2003 FB42                | 26 marzo 2003    | Spacewatch |
| 151794 - | 2003 FX42                | 23 marzo 2003    | CSS        |
| 151795 - | 2003 FJ45                | 24 marzo 2003    | Spacewatch |
| 151796 - | 2003 FZ47                | 24 marzo 2003    | Spacewatch |
| 151797 - | 2003 FP54                | 25 marzo 2003    | NEAT       |
| 151798 - | 2003 FV54                | 25 marzo 2003    | NEAT       |
| 151799 - | 2003 FN56                | 26 marzo 2003    | NEAT       |
| 151800 - | 2003 FE57                | 26 marzo 2003    | NEAT       |

## 151801-151900
| Nome                   | Designazione provvisoria | Data di scoperta  | Scopritore       |
| ---------------------- | ------------------------ | ----------------- | ---------------- |
| 151801 -               | 2003 FK57                | 26 marzo 2003     | NEAT             |
| 151802 -               | 2003 FS57                | 26 marzo 2003     | Spacewatch       |
| 151803 -               | 2003 FE58                | 26 marzo 2003     | NEAT             |
| 151804 -               | 2003 FV58                | 26 marzo 2003     | NEAT             |
| 151805 -               | 2003 FO61                | 26 marzo 2003     | NEAT             |
| 151806 -               | 2003 FO64                | 26 marzo 2003     | NEAT             |
| 151807 -               | 2003 FG75                | 27 marzo 2003     | CINEOS           |
| 151808 -               | 2003 FX77                | 27 marzo 2003     | NEAT             |
| 151809 -               | 2003 FB79                | 27 marzo 2003     | Spacewatch       |
| 151810 -               | 2003 FF82                | 27 marzo 2003     | Spacewatch       |
| 151811 -               | 2003 FR82                | 27 marzo 2003     | NEAT             |
| 151812 -               | 2003 FE84                | 28 marzo 2003     | LONEOS           |
| 151813 -               | 2003 FF87                | 28 marzo 2003     | Spacewatch       |
| 151814 -               | 2003 FP87                | 28 marzo 2003     | NEAT             |
| 151815 -               | 2003 FH89                | 29 marzo 2003     | LONEOS           |
| 151816 -               | 2003 FF90                | 29 marzo 2003     | LONEOS           |
| 151817 -               | 2003 FK93                | 29 marzo 2003     | LONEOS           |
| 151818 -               | 2003 FW93                | 29 marzo 2003     | LONEOS           |
| 151819 -               | 2003 FM94                | 29 marzo 2003     | LONEOS           |
| 151820 -               | 2003 FW96                | 30 marzo 2003     | Spacewatch       |
| 151821 -               | 2003 FB97                | 30 marzo 2003     | Spacewatch       |
| 151822 -               | 2003 FW98                | 30 marzo 2003     | LINEAR           |
| 151823 -               | 2003 FK99                | 30 marzo 2003     | LINEAR           |
| 151824 -               | 2003 FD100               | 31 marzo 2003     | LONEOS           |
| 151825 -               | 2003 FY101               | 31 marzo 2003     | LINEAR           |
| 151826 -               | 2003 FE104               | 25 marzo 2003     | NEAT             |
| 151827 -               | 2003 FX106               | 27 marzo 2003     | LONEOS           |
| 151828 -               | 2003 FL107               | 30 marzo 2003     | LINEAR           |
| 151829 -               | 2003 FO108               | 31 marzo 2003     | LONEOS           |
| 151830 -               | 2003 FN109               | 31 marzo 2003     | Spacewatch       |
| 151831 -               | 2003 FR115               | 31 marzo 2003     | LINEAR           |
| 151832 -               | 2003 FN117               | 25 marzo 2003     | NEAT             |
| 151833 -               | 2003 FE120               | 23 marzo 2003     | Goodricke-Pigott |
| 151834 Mongkut         | 2003 FB122               | 26 marzo 2003     | Reddy, V.        |
| 151835 Christinarichey | 2003 FC122               | 27 marzo 2003     | Reddy, V.        |
| 151836 -               | 2003 FH126               | 31 marzo 2003     | Spacewatch       |
| 151837 -               | 2003 FP130               | 25 marzo 2003     | Spacewatch       |
| 151838 -               | 2003 GJ1                 | 1 aprile 2003     | LINEAR           |
| 151839 -               | 2003 GK3                 | 1 aprile 2003     | LINEAR           |
| 151840 -               | 2003 GF4                 | 1 aprile 2003     | LINEAR           |
| 151841 -               | 2003 GU8                 | 1 aprile 2003     | LINEAR           |
| 151842 -               | 2003 GT9                 | 2 aprile 2003     | LINEAR           |
| 151843 -               | 2003 GS12                | 1 aprile 2003     | LINEAR           |
| 151844 -               | 2003 GP13                | 4 aprile 2003     | Spacewatch       |
| 151845 -               | 2003 GA15                | 3 aprile 2003     | NEAT             |
| 151846 -               | 2003 GH15                | 4 aprile 2003     | NEAT             |
| 151847 -               | 2003 GT17                | 3 aprile 2003     | LONEOS           |
| 151848 -               | 2003 GD26                | 4 aprile 2003     | Spacewatch       |
| 151849 -               | 2003 GN29                | 7 aprile 2003     | LINEAR           |
| 151850 -               | 2003 GK35                | 7 aprile 2003     | NEAT             |
| 151851 -               | 2003 GU36                | 6 aprile 2003     | LONEOS           |
| 151852 -               | 2003 GX36                | 6 aprile 2003     | LONEOS           |
| 151853 -               | 2003 GX42                | 9 aprile 2003     | NEAT             |
| 151854 -               | 2003 HT2                 | 22 aprile 2003    | CSS              |
| 151855 -               | 2003 HH8                 | 25 aprile 2003    | Spacewatch       |
| 151856 -               | 2003 HC9                 | 24 aprile 2003    | LONEOS           |
| 151857 -               | 2003 HG11                | 26 aprile 2003    | Spacewatch       |
| 151858 -               | 2003 HD15                | 26 aprile 2003    | NEAT             |
| 151859 -               | 2003 HG23                | 25 aprile 2003    | Spacewatch       |
| 151860 -               | 2003 HD24                | 26 aprile 2003    | Spacewatch       |
| 151861 -               | 2003 HB27                | 27 aprile 2003    | LONEOS           |
| 151862 -               | 2003 HD29                | 28 aprile 2003    | LINEAR           |
| 151863 -               | 2003 HP38                | 29 aprile 2003    | NEAT             |
| 151864 -               | 2003 HO45                | 29 aprile 2003    | NEAT             |
| 151865 -               | 2003 HQ47                | 29 aprile 2003    | LONEOS           |
| 151866 -               | 2003 HF48                | 30 aprile 2003    | LINEAR           |
| 151867 -               | 2003 HO54                | 24 aprile 2003    | LONEOS           |
| 151868 -               | 2003 HV54                | 24 aprile 2003    | NEAT             |
| 151869 -               | 2003 JZ                  | 1 maggio 2003     | Spacewatch       |
| 151870 -               | 2003 JG2                 | 1 maggio 2003     | Spacewatch       |
| 151871 -               | 2003 JN12                | 5 maggio 2003     | LINEAR           |
| 151872 -               | 2003 JD14                | 8 maggio 2003     | LINEAR           |
| 151873 -               | 2003 KL9                 | 24 maggio 2003    | Broughton, J.    |
| 151874 -               | 2003 KQ17                | 27 maggio 2003    | LONEOS           |
| 151875 -               | 2003 KC28                | 20 maggio 2003    | Tenagra II       |
| 151876 -               | 2003 NH7                 | 7 luglio 2003     | Broughton, J.    |
| 151877 -               | 2003 OU9                 | 25 luglio 2003    | LINEAR           |
| 151878 -               | 2003 PZ4                 | 4 agosto 2003     | LINEAR           |
| 151879 -               | 2003 RF3                 | 1 settembre 2003  | LINEAR           |
| 151880 -               | 2003 SF151               | 17 settembre 2003 | LINEAR           |
| 151881 -               | 2003 SC209               | 24 settembre 2003 | NEAT             |
| 151882 -               | 2003 UW146               | 18 ottobre 2003   | LONEOS           |
| 151883 -               | 2003 WQ25                | 21 novembre 2003  | LINEAR           |
| 151884 -               | 2003 WO40                | 19 novembre 2003  | Spacewatch       |
| 151885 -               | 2003 XY21                | 15 dicembre 2003  | Tenagra II       |
| 151886 -               | 2003 YO13                | 17 dicembre 2003  | CSS              |
| 151887 -               | 2003 YY101               | 19 dicembre 2003  | LINEAR           |
| 151888 -               | 2003 YV117               | 27 dicembre 2003  | LINEAR           |
| 151889 -               | 2004 BG3                 | 16 gennaio 2004   | NEAT             |
| 151890 -               | 2004 BN80                | 24 gennaio 2004   | LINEAR           |
| 151891 -               | 2004 BF84                | 24 gennaio 2004   | LINEAR           |
| 151892 -               | 2004 BR91                | 25 gennaio 2004   | NEAT             |
| 151893 -               | 2004 BU106               | 26 gennaio 2004   | LONEOS           |
| 151894 -               | 2004 CU24                | 12 febbraio 2004  | NEAT             |
| 151895 -               | 2004 CN66                | 15 febbraio 2004  | LINEAR           |
| 151896 -               | 2004 DA16                | 17 febbraio 2004  | Spacewatch       |
| 151897 -               | 2004 DK16                | 17 febbraio 2004  | NEAT             |
| 151898 -               | 2004 DK33                | 18 febbraio 2004  | LINEAR           |
| 151899 -               | 2004 EP                  | 11 marzo 2004     | NEAT             |
| 151900 -               | 2004 EB7                 | 12 marzo 2004     | NEAT             |

## 151901-152000
| Nome            | Designazione provvisoria | Data di scoperta | Scopritore              |
| --------------- | ------------------------ | ---------------- | ----------------------- |
| 151901 -        | 2004 EZ9                 | 11 marzo 2004    | NEAT                    |
| 151902 -        | 2004 EK10                | 14 marzo 2004    | Spacewatch              |
| 151903 -        | 2004 EO13                | 11 marzo 2004    | NEAT                    |
| 151904 -        | 2004 EZ20                | 12 marzo 2004    | NEAT                    |
| 151905 -        | 2004 EE21                | 15 marzo 2004    | Spacewatch              |
| 151906 -        | 2004 EO27                | 15 marzo 2004    | Spacewatch              |
| 151907 -        | 2004 EE38                | 14 marzo 2004    | CSS                     |
| 151908 -        | 2004 EP38                | 14 marzo 2004    | Spacewatch              |
| 151909 -        | 2004 ET39                | 15 marzo 2004    | Spacewatch              |
| 151910 -        | 2004 EY39                | 15 marzo 2004    | LINEAR                  |
| 151911 -        | 2004 EW42                | 15 marzo 2004    | CSS                     |
| 151912 -        | 2004 EB43                | 15 marzo 2004    | CSS                     |
| 151913 -        | 2004 EN54                | 13 marzo 2004    | NEAT                    |
| 151914 -        | 2004 EO54                | 13 marzo 2004    | NEAT                    |
| 151915 -        | 2004 EM56                | 14 marzo 2004    | NEAT                    |
| 151916 -        | 2004 EX57                | 15 marzo 2004    | Spacewatch              |
| 151917 -        | 2004 EY57                | 15 marzo 2004    | LINEAR                  |
| 151918 -        | 2004 EW66                | 14 marzo 2004    | NEAT                    |
| 151919 -        | 2004 EJ74                | 13 marzo 2004    | NEAT                    |
| 151920 -        | 2004 EN78                | 15 marzo 2004    | CSS                     |
| 151921 -        | 2004 EW86                | 15 marzo 2004    | CSS                     |
| 151922 -        | 2004 EY86                | 15 marzo 2004    | Spacewatch              |
| 151923 -        | 2004 EE94                | 15 marzo 2004    | CSS                     |
| 151924 -        | 2004 EW107               | 15 marzo 2004    | Spacewatch              |
| 151925 -        | 2004 FD6                 | 22 marzo 2004    | Dellinger, J., Lowe, A. |
| 151926 -        | 2004 FR11                | 16 marzo 2004    | CSS                     |
| 151927 -        | 2004 FP15                | 16 marzo 2004    | Siding Spring Survey    |
| 151928 -        | 2004 FG19                | 16 marzo 2004    | CSS                     |
| 151929 -        | 2004 FM20                | 16 marzo 2004    | CSS                     |
| 151930 -        | 2004 FA22                | 16 marzo 2004    | LINEAR                  |
| 151931 -        | 2004 FQ25                | 17 marzo 2004    | LINEAR                  |
| 151932 -        | 2004 FR26                | 17 marzo 2004    | Spacewatch              |
| 151933 -        | 2004 FZ26                | 17 marzo 2004    | Spacewatch              |
| 151934 -        | 2004 FT36                | 16 marzo 2004    | Spacewatch              |
| 151935 -        | 2004 FP44                | 16 marzo 2004    | LINEAR                  |
| 151936 -        | 2004 FB45                | 16 marzo 2004    | LINEAR                  |
| 151937 -        | 2004 FD53                | 19 marzo 2004    | LINEAR                  |
| 151938 -        | 2004 FB63                | 19 marzo 2004    | LINEAR                  |
| 151939 -        | 2004 FC64                | 19 marzo 2004    | LINEAR                  |
| 151940 -        | 2004 FO80                | 22 marzo 2004    | LINEAR                  |
| 151941 -        | 2004 FY87                | 19 marzo 2004    | Spacewatch              |
| 151942 -        | 2004 FL95                | 22 marzo 2004    | LINEAR                  |
| 151943 -        | 2004 FN95                | 22 marzo 2004    | LINEAR                  |
| 151944 -        | 2004 FL97                | 23 marzo 2004    | LINEAR                  |
| 151945 -        | 2004 FY106               | 20 marzo 2004    | LINEAR                  |
| 151946 -        | 2004 FR116               | 23 marzo 2004    | LINEAR                  |
| 151947 -        | 2004 FK117               | 27 marzo 2004    | CSS                     |
| 151948 -        | 2004 FA119               | 22 marzo 2004    | LINEAR                  |
| 151949 -        | 2004 FN125               | 27 marzo 2004    | LINEAR                  |
| 151950 -        | 2004 FM128               | 27 marzo 2004    | LINEAR                  |
| 151951 -        | 2004 FO131               | 22 marzo 2004    | LONEOS                  |
| 151952 -        | 2004 FO139               | 25 marzo 2004    | LONEOS                  |
| 151953 -        | 2004 FB145               | 29 marzo 2004    | Spacewatch              |
| 151954 -        | 2004 GO1                 | 10 aprile 2004   | NEAT                    |
| 151955 -        | 2004 GH3                 | 9 aprile 2004    | Siding Spring Survey    |
| 151956 -        | 2004 GV3                 | 10 aprile 2004   | CSS                     |
| 151957 -        | 2004 GE14                | 13 aprile 2004   | CSS                     |
| 151958 -        | 2004 GR20                | 10 aprile 2004   | NEAT                    |
| 151959 -        | 2004 GY20                | 11 aprile 2004   | NEAT                    |
| 151960 -        | 2004 GJ24                | 13 aprile 2004   | CSS                     |
| 151961 -        | 2004 GK29                | 12 aprile 2004   | LONEOS                  |
| 151962 -        | 2004 GG30                | 12 aprile 2004   | NEAT                    |
| 151963 -        | 2004 GT30                | 12 aprile 2004   | LONEOS                  |
| 151964 -        | 2004 GH31                | 15 aprile 2004   | LONEOS                  |
| 151965 -        | 2004 GT31                | 15 aprile 2004   | LONEOS                  |
| 151966 -        | 2004 GG33                | 12 aprile 2004   | NEAT                    |
| 151967 -        | 2004 GT36                | 13 aprile 2004   | NEAT                    |
| 151968 -        | 2004 GC37                | 14 aprile 2004   | LONEOS                  |
| 151969 -        | 2004 GE39                | 15 aprile 2004   | CSS                     |
| 151970 -        | 2004 GR50                | 13 aprile 2004   | NEAT                    |
| 151971 -        | 2004 GX70                | 15 aprile 2004   | LONEOS                  |
| 151972 -        | 2004 GK73                | 15 aprile 2004   | LONEOS                  |
| 151973 -        | 2004 GQ75                | 15 aprile 2004   | LONEOS                  |
| 151974 -        | 2004 GM76                | 15 aprile 2004   | LINEAR                  |
| 151975 -        | 2004 HU1                 | 20 aprile 2004   | Yeung, W. K. Y.         |
| 151976 -        | 2004 HW5                 | 17 aprile 2004   | LINEAR                  |
| 151977 -        | 2004 HK6                 | 17 aprile 2004   | LINEAR                  |
| 151978 -        | 2004 HO6                 | 17 aprile 2004   | LINEAR                  |
| 151979 -        | 2004 HO9                 | 17 aprile 2004   | LINEAR                  |
| 151980 -        | 2004 HR9                 | 17 aprile 2004   | LINEAR                  |
| 151981 -        | 2004 HC11                | 19 aprile 2004   | LINEAR                  |
| 151982 -        | 2004 HW15                | 16 aprile 2004   | LINEAR                  |
| 151983 -        | 2004 HF16                | 16 aprile 2004   | Siding Spring Survey    |
| 151984 -        | 2004 HY17                | 17 aprile 2004   | LINEAR                  |
| 151985 -        | 2004 HM19                | 20 aprile 2004   | Spacewatch              |
| 151986 -        | 2004 HD26                | 19 aprile 2004   | LINEAR                  |
| 151987 -        | 2004 HJ26                | 19 aprile 2004   | LINEAR                  |
| 151988 -        | 2004 HO28                | 20 aprile 2004   | LINEAR                  |
| 151989 -        | 2004 HT28                | 20 aprile 2004   | LINEAR                  |
| 151990 -        | 2004 HV43                | 21 aprile 2004   | LINEAR                  |
| 151991 -        | 2004 HO52                | 24 aprile 2004   | LINEAR                  |
| 151992 -        | 2004 HY52                | 25 aprile 2004   | LINEAR                  |
| 151993 -        | 2004 HX57                | 21 aprile 2004   | Spacewatch              |
| 151994 -        | 2004 HH61                | 25 aprile 2004   | LINEAR                  |
| 151995 -        | 2004 HQ61                | 29 aprile 2004   | LINEAR                  |
| 151996 -        | 2004 HM65                | 17 aprile 2004   | LINEAR                  |
| 151997 Bauhinia | 2004 JL1                 | 11 maggio 2004   | Yeung, W. K. Y.         |
| 151998 -        | 2004 JY13                | 9 maggio 2004    | Spacewatch              |
| 151999 -        | 2004 JD14                | 9 maggio 2004    | NEAT                    |
| 152000 -        | 2004 JD18                | 13 maggio 2004   | LONEOS                  |